# Jan Jacob Willinge (1849-1926)
Jan Jacob Willinge (Emmen, 21 december 1849 - 's-Gravenhage, 24 februari 1926) was een Nederlands politicus.

## Leven en werk
Willinge was een zoon van de Emmer gemeenteontvanger Jan Albert Willinge en Margien Kremers. Hij was genoemd naar zijn grootvader Jan Jacob Willinge, die schulte, maire en burgemeester van Emmen was. Hij studeerde rechten aan de Universiteit Utrecht en promoveerde aldaar in 1872 (magna cum laude). Willinge was korte tijd leraar in Assen en vestigde zich daarna in deze plaats als advocaat. In 1891 werd hij benoemd tot rechter van de Arrondissementsrechtbank te Assen, een functie die hij tot 1907 vervulde. Hij begon zijn politieke loopbaan in 1887 in de gemeenteraad van Assen. In 1889 werd hij gekozen tot wethouder. Achtereenvolgens werd hij in 1889 lid van Provinciale Staten van Drenthe, in 1894 lid van de Tweede Kamer, in 1904 lid van de Eerste Kamer en in 1907 lid van de Raad van State.
Als politicus behoorde hij achtereenvolgens tot de Takkianen en de Liberale Unie. Hij maakte deel uit van zowel de Vooruitstrevend-Liberale Kamerclub als van de gematigde liberalen onder leiding van Pyttersen.
Willinge maakte deel uit van de Raad van Beroep voor de Vermogensbelasting, de Raad van Commissarissen Drentsche Veen- en Midden-kanaalmaatschappij en van de Staatscommissie inzake de Grondwetsherziening onder leiding van de liberaal Willem Hendrik de Beaufort.
Willinge trouwde op 19 mei 1875 te Assen met Jeantine Gratama, dochter van de postdirecteur Hendrik Seerpius en Clasina Aidina Viëtor.
- Biografisch Portaal: 90876388
- Parlement.com: vg09lld1a4yz